# Zenon Łakomy
Zenon Łakomy (* 1. Januar 1951 in Gębice; † 24. Februar 2016 in Cieszyno (Węgorzyno)) war ein polnischer Handballspieler und -trainer, der unter anderem sowohl Nationaltrainer der polnischen Herren- als auch der polnischen Frauen-Handballnationalmannschaft war.

## Karriere

### Spieler
Zenon Łakomy spielte in seiner Jugend von 1965 bis 1970 für Chrobry Głogów und absolvierte einige Jugend-Länderspiele für Polen. Danach spielte er bis 1978 nur noch für Stal Mielec und in der Saison 1971/72 für den gerade neu gegründeten Verein KS AZS-AWF Katowice. Bei Stal Mielec beendete er bereits mit 27 Jahren seine aktive Karriere. Łakomy brachte es zwischen Februar 1975 und Januar 1977 auf 24 oder 25 Länderspiele und 4 Tore in der polnischen Nationalmannschaft.

### Trainer
Nach dem Karriereende 1978 trainierte er zunächst für ein Jahr die Junioren von Stal Mielec und für sechs Jahre die Frauen von Pogoń Stettin, die er zunächst in die 1. Liga führte und mit denen er 1983 einen Meistertitel holte. In der Saison 1984/85 trainierte er sowohl die Damen- als auch die Herren Stettins. 1986 wurde er dann zusätzlich Nationaltrainer der polnischen Männer. 1990 wechselte Łakomy dann ins kurz vor der Wiedervereinigung stehende Deutschland zum SV Post Schwerin. Mit Schwerin trat er damals in der letzten Saison der DDR-Oberliga an. Nach einem Jahr ging er zum Bundesligisten VfL Fredenbeck. 1993 folgte sein zweites Engagement in Schwerin. Anfang des Jahres 1996 unterschrieb er einen Vertrag beim Bundesligisten TSV GWD Minden. Da er aber in Schwerin noch einen gültigen Vertrag bis 1997 besaß, beklagte sich das Management über einen Vertrauensbruch und entschloss sich zur Entlassung Łakomys. Es war die erste Entlassung seiner Trainer-Karriere. In Minden konnte er bereits im Mai anfangen, da der bisherige Trainer Jürgen Kloth ohnehin auf eigenen Wunsch den Verein verlassen wollte und für die restliche Vertragslaufzeit einvernehmlich in den Urlaub geschickt wurde. Łakomy fand durch das Bosman-Urteil eine vollkommen neu zusammengestellte Mannschaft mit Stars wie Stéphane Stoecklin oder Vlado Šola vor. Als Minden im Februar 1997 gar in Abstiegsgefahr geriet, wurde Łakomy auch hier entlassen. Es folgten drei weitere Jahre beim VfL Fredenbeck, ehe er zurück nach Polen ging. Von 2000 bis 2005 trainierte er KS Orlen Płock, seinen Heimatverein Chrobry Głogów und Zagłębie Lubin. In den Jahren 2005 bis 2008 war er teilweise parallel für die polnischen Juniorinnen- als auch für die Frauen-Nationalmannschaft zuständig. Hier trat er allerdings nach der verpassten Olympiaqualifikation zurück. Bis 2013 folgten noch drei weitere Trainerstationen: zum zweiten Mal Chrobry Głogów, MKS Kalisz und die Frauen von Ruch Chorzów.

## Erfolge

### Als Spieler
- Polnischer Pokalsieger (1): 1971
  - Polnischer Vizemeister (1): 1975
  - 3. Platz bei der Handball-Studentenweltmeisterschaft (1): 1977

### Als Trainer
- Polnischer Meister der Frauen (1): 1983
  - Polnischer Vizemeister (2): 2001, 2005
  - Polnischer Vizemeister der Frauen (1): 1984
- Polnischer Pokalsieger (2): 1987, 2001
- Aufstieg in die 1. polnische Frauen-Liga (1): 1980
  - Vize-FDGB-Pokalsieger (1): 1991

## Privates
Łakomy machte 1970 sein Abitur und erwarb 1976 sein Sportlehrer-Diplom an der Sporthochschule Warschau. Er war verheiratet mit Monika Rudnicka-Łakomy, die ebenfalls Handball spielte und 1983 mit Pogoń Stettin unter Trainer Zenon Łakomy polnische Meisterin wurde. Das Paar hat drei Töchter namens Ermina, Marianna und Weronika. Letztgenannte ist polnische Beachhandball-Nationalspielerin.

## Tod
Am 24. Februar 2016 starb Zenon Łakomy in Cieszyno (Węgorzyno). Die Bestattung samt Trauerfeier fand am 29. Februar 2016 ebenda statt.